# Ornithological Applications
Ornithological Applications – czasopismo naukowe (kwartalnik), publikowane przez American Ornithological Society, ukazujące się nieprzerwanie od 1889. Do 2020 ukazywał się pod nazwą „The Condor”; jednocześnie zmieniono też nazwę siostrzanego czasopisma „The Auk” na „Ornithology”. Wcześniej „The Condor” wydawany był przez Cooper Ornithological Society, które w 2016 połączyło się z American Ornithologists’ Union (AOU), tworząc American Ornithological Society.